# Müller (piłkarz)
Müller, właśc. Luiz Antonio Correia da Costa (ur. 31 stycznia 1966 w Campo Grande, w stanie Minas Gerais) – brazylijski piłkarz występujący na pozycji napastnika; Mistrz Świata z 1994 roku.
Wychowanek prowincjonalnego Operario najlepsze lata swojej kariery spędził w São Paulo FC, w którym grał w latach 1984–1987, 1991–1994 oraz w 1996 roku. Łącznie dla tego zespołu zdobył 158 goli.
W latach 1987–1991 występował we włoskim AC Torino. Zaliczył także epizod w lidze japońskiej oraz innym włoskim klubie, Perugii. W końcowym okresie kariery grał w SE Palmeiras, Santos FC, Cruzeiro EC, SC Corinthians oraz AD São Caetano.
Z drużyną São Paulo FC dwukrotnie sięgnął po Mistrzostwo Brazylii (1986, 1991), Copa Libertadores (1992, 1993) oraz Puchar Interkontynentalny (1992, 1993). W 1987 roku został królem strzelców ligi brazylijskiej (10 goli).
W reprezentacji Brazylii rozegrał 59 spotkań (w latach 1986–1998), zdobył 12 bramek. Brał udział w trzech finałach Mistrzostw Świata (1986 – ćwierćfinał; 1990 – II runda; 1994 – Mistrzostwo). W pierwszych dwóch turniejach grał we wszystkich meczach „canarinhos”, choć głównie wchodził z ławki rezerwowych. Podczas MŚ 1994 wystąpił tylko w jednym meczu (drugie spotkanie grupowe z Kamerunem, gdzie w 81 min. zmienił Raia).
Po zakończeniu kariery w 2004 roku został pastorem protestanckim.